# 藤原魚名
藤原 魚名（ふじわら の うおな）は、奈良時代の公卿。藤原北家、参議・藤原房前の五男。官位は正二位・左大臣。

## 経歴
聖武朝末の天平20年（748年）従五位下に叙爵し、侍従に任ぜられる。天平勝宝9歳（757年）5月に藤原仲麻呂が紫微内相に任ぜられて権力を握った直後に従五位上に叙せられると、天平宝字3年（759年）正五位上、天平宝字5年（761年）従四位下と、淳仁朝にて順調に昇進する。
天平宝字8年（764年）に発生した藤原仲麻呂の乱では孝謙上皇側に付いたと見られ、乱後間もなく宮内卿に任ぜられると、翌天平神護元年（765年）正月には二階昇進して正四位下に叙せられている。その後も天平神護2年（766年）従三位に叙せられて公卿に列し、神護景雲2年（768年）には参議に任ぜられる等、称徳朝でも重用され順調に昇進を続けた。
神護景雲4年（770年）8月に称徳天皇が崩御すると、魚名は藤原永手・宿奈麻呂（後の良継）・百川らとともに、天智天皇の孫・白壁王（後の光仁天皇）を皇嗣に擁立、称徳朝で権力を握っていた道鏡を排除する。同年10月の光仁天皇即位に伴い天皇擁立の論功行賞的な叙位が行われ、魚名は正三位に叙せられている。さらに、翌宝亀2年（771年）には左大臣・永手の薨去や、称徳朝からの実力者であった右大臣・吉備真備の致仕を受けて、先任の参議であった石川豊成・藤原縄麻呂・石上宅嗣が中納言に昇進するのを横目に、魚名は参議から一挙に大納言に昇進する等、光仁天皇を戴く政治体制の中で急速に頭角を現す。ただし、この大納言への抜擢については、魚名の政治的功績や力量によるものよりも、永手が薨じて藤原北家の公卿が魚名一人になった（在唐の藤原清河を除く）状況の中で、藤原氏一族の連帯を図るために、人事面で藤原南家・北家・式家の釣り合いを取った結果によるものと考えられる。
光仁朝の前期から中期にかけての藤原良継以下式家主導の政治体制の中で、魚名は北家の代表として確固たる政治的な地位を築いていったと想定され、この間に近衛大将や中務卿を兼ねる一方で、宝亀8年（777年）正月には従二位に叙せられている。また同年3月には光仁天皇が大納言の曹司に行幸を行っている。同年9月に内大臣・藤原良継が薨ずると、後任として甥・家依を参議に登用する等、太政官における魚名の発言力が急速に増す。宝亀9年（778年）3月には天皇の政務を補佐するために内臣に任ぜられ、魚名が政治を主導していく事が明確になった。なお、魚名は光仁天皇の信頼が非常に篤かったようで、まもなく内臣の官名は「忠臣」に改められている。宝亀10年（779年）正月に内大臣に任ぜられると、以降の太政官符の宣者は大部分を魚名が占めるようになり、太政官の首班である右大臣・大中臣清麻呂を超えて、魚名が実態的に政治を主導していた様子が窺われる。天応元年（781年）正月に正二位に叙せられ、位階の上でも大中臣清麻呂に並ぶ。同年4月に桓武天皇が即位し、6月に右大臣・大中臣清麻呂が引退すると、魚名は左大臣に昇進して太政官の首班に立った。
しかし、翌天応2年（782年）6月に突然左大臣を罷免され、大宰帥として大宰府への赴任を強要された。この左大臣罷免の原因は明らかでないが以下の諸説が提示されている。
- 天皇専制化を志向する桓武天皇と、太政官の首班として議政官の意向を踏まえて天皇権力の抑制を図る藤原魚名の立場の違いが背景にあった[6]。
- 直接的原因として魚名の孫娘（藤原小屎）が桓武天皇の後宮に入内している状況の中で、既に桓武天皇との間に皇子を儲けていた藤原乙牟漏・藤原吉子を桓武天皇の夫人とする事に反対、あるいは自らの孫娘を夫人に加える事に固執した事により、桓武天皇の不興を蒙った[6]。
- 桓武天皇に接近して遷都事業をリードする参議・藤原種継に対して、魚名は批判的であった。そのことを感じ取った種継が魚名追い落としの機会を狙っていたところ、桓武天皇の信頼を得て遷都実行が確実になる中で、魚名の左遷を画策・実行した[7]。
- 同年閏正月の氷上川継の乱への関与を疑われた[8]。

先帝の寵臣でかつ筆頭公卿であった魚名の失脚は、橘奈良麻呂の変への関与を疑われた藤原豊成（当時の筆頭公卿）が大宰府に送られたのに匹敵する政変であり、後世における注目は低いものの、当時としては衝撃的な事件であった。

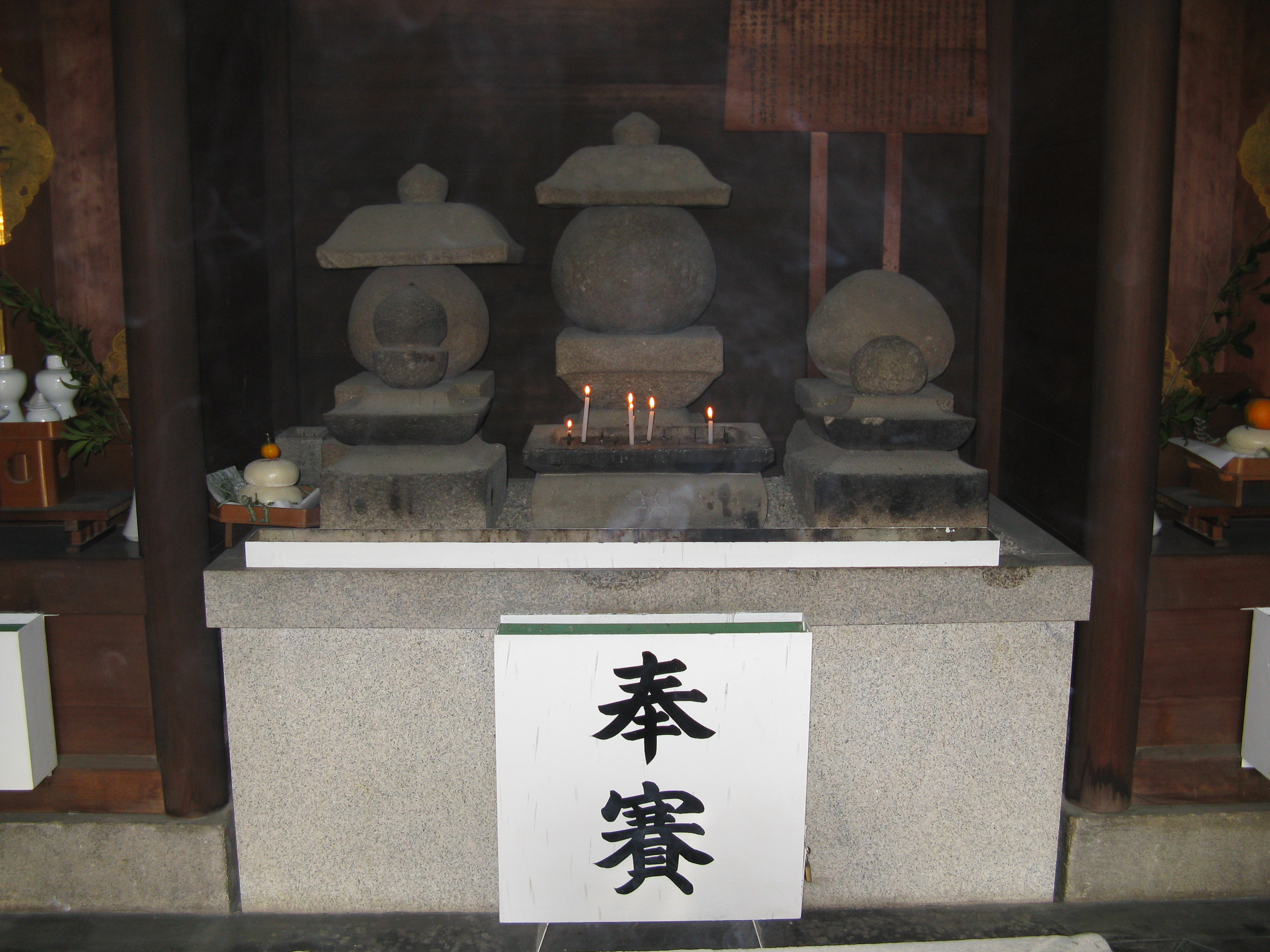
服部天神宮の藤原魚名の墓

なお、魚名と同時に子息たちも同時に左遷（鷹取（石見介）・末茂（土佐介）・真鷲（父と共に大宰府へ下向））されている。魚名は大宰府に向かう途中、摂津国豊島郡で発病し、同国河辺郡にあった別荘に留まり治療を行う事を許される。翌延暦2年（783年）5月には平城京に召還されたが、同年7月25日に薨去。享年63。最終官位は大宰帥正二位。
魚名の死後間もなく、桓武天皇は左大臣の官職を贈り、左大臣免官に関する詔勅や官符等を焼却させ、その名誉を回復させた。
大阪府豊中市に鎮座する服部天神宮の前身の一つが魚名の墓と言われ、境内には今も「川辺左大臣藤原魚名公の墓」が残る。同社には、魚名の死から約100年後に同じく大宰府へ左遷された菅原道真の伝説が伝わっている。

## 人物
万葉寺造営や額田寺の法会を行う等、仏教への信仰心が篤く、『延暦僧録』居士伝の一つに守真居士としてその名が挙げられている。 

## 官歴
注記のないものは『続日本紀』による。
- 時期不詳：正六位上
- 天平20年（748年） 2月19日：従五位下、侍従[13]
- 天平勝宝9歳（757年） 5月20日：従五位上
- 天平宝字2年（758年） 4月14日：備中守
- 天平宝字3年（759年） 6月16日：正五位上（越階）。11月5日：上総守
- 天平宝字5年（761年） 正月2日：従四位下
- 天平宝字8年（764年） 9月25日：宮内卿
- 天平神護元年（765年） 正月7日：正四位下（越階）。
- 天平神護2年（766年） 11月5日：従三位
- 神護景雲2年（768年） 2月18日：参議
- 時期不詳：兼大蔵卿[13]
- 神護景雲3年（769年） 8月19日：兼左京大夫
- 神護景雲4年（770年） 8月28日：兼但馬守。10月1日：正三位
- 宝亀2年（771年） 3月13日：大納言（不経中納言）
- 宝亀4年（773年） 日付不詳：兼近衛大将[13]
- 宝亀5年（774年） 9月4日：兼中務卿
- 宝亀8年（777年） 正月4日：従二位。10月13日：兼大宰帥
- 宝亀9年（778年） 3月3日：内臣。3月30日：忠臣
- 宝亀10年（779年） 正月1日：内大臣、近衛大将大宰帥如元
- 天応元年（781年） 正月12日：正二位。6月27日：左大臣兼大宰帥
- 天応2年（782年） 6月14日：免左大臣
- 延暦2年（783年） 7月25日：薨去（大宰帥正二位）。7月30日：贈左大臣

## 系譜
注記のないものは『尊卑分脈』による。
- 父：藤原房前
- 母：片野朝臣の娘
- 妻：藤原宇合の娘
  - 男子：藤原鷹取（?-784）
  - 男子：藤原鷲取
  - 三男：藤原末茂
- 妻：津守氏
  - 五男：藤原藤成（776-822）
- 生母不詳の子女
  - 男子：藤原真鷲[14]（あるいは真鷹、直鷹）[15]
  - 女子：藤原小黒麻呂室
  - 女子：藤原長道室

## 子孫
平安時代に入ると魚名の後裔は地方官等を歴任する中級貴族となり、長らく公卿に列せられる者はなかったが、末茂の末裔である藤原顕季やその息子達が院政期に院近臣となって急速に勢力を伸ばし、再び公卿の地位を占めるようになった。顕季の子孫は善勝寺流とも称され、嫡流の四条家を始めとした堂上家を輩出した。
鷲取の子孫からは鎌倉時代の有力御家人で秋田城介を世襲した安達氏や戦国大名として有名な伊達氏等、有力武家を輩出した。
藤原秀郷（平将門の乱を鎮圧した）は藤成の子孫（魚名 - 藤成 - 豊沢 - 村雄 - 秀郷）を称し、子孫からは奥州藤原氏や結城氏・大友氏・近藤氏等、有力武家を輩出した。